# Puccinia betonicae
Puccinia betonicae är en svampart som först beskrevs av Alb. & Schwein., och fick sitt nu gällande namn av Augustin Pyrame de Candolle 1815. Puccinia betonicae ingår i släktet Puccinia och familjen Pucciniaceae.   Inga underarter finns listade i Catalogue of Life.